# Severus Sebokht
Severus Sebokht (auch Sebokt, Sebukht, Seboht, syrisch-aramäisch ܣܐܘܝܪܐ ܣܝܒܘܟܬ; * um 575 in Nisibis, Syrien; † 666 oder 667 in Kennesrin, Syrien) war ein syrisch-aramäischer Geistlicher und Astronom. Er wird als ein bedeutender Übermittler spätantiken Wissens, inklusive der sogenannten „Arabischen Zahlen“, an die islamische Kultur gesehen.

## Leben
Über sein Leben ist wenig bekannt. Er lehrte in der Schule von Nisibis (damals persisch), gab seine Position aber nach einem Streit innerhalb der Nestorianer 612 auf. Später wurde er Bischof der syrisch-orthodoxen Kirche und wurde Mönch im Kloster von Kennesrin am Westufer des Euphrat, damals eines der Zentren griechischer Gelehrsamkeit in Syrien.

## Werk
Severus Sebokht schrieb 638 ein Buch über aristotelische Syllogismen und übersetzte den persischen Kommentar von Paulus Persa über Aristoteles De interpretatione ins Syrische. Er ist hauptsächlich für seine astronomischen Werke bekannt, insbesondere über seine Abhandlung über das Astrolabium (vor 661, um 660), in dem er sich auf ein verlorenes Werk von Theon von Alexandria bezieht. Das Buch (von dem zwei Kapitel nicht erhalten sind) behandelt ausführlich den Aufbau und die Verwendung des Astrolabiums. Er schrieb auch ein Buch über Sternkonstellationen (und elementare Astronomie, zum Beispiel die Ekliptik, Klimazonen der Erde und Tageslängen), entstanden 661 nach seinem Buch über das Astrolabium. Auch dieses Buch ist nicht vollständig erhalten. Es enthält Auszüge aus den Phaenomena des Aratus und zeigt Vertrautheit mit Ptolemäus’ Handtafeln. Um 665 schrieb er zusätzliche Kapitel als Reaktion auf Fragen eines zu Besuch weilenden Geistlichen, Basilius von Zypern. Sie betreffen unter anderem das Datum der Geburt Christi, Konjunktion der Planeten und die Berechnung des Osterdatums.

## Indisch-Arabische Zahlen
Von Severus Sebokht stammt die früheste Erwähnung des indischen Dezimalsystems im „Westen“ (westlich vom hauptsächlich hinduistisch geprägten, multireligiösen, inklusive christlichen, Indien, von den sasanidischen Persern und nordwestlich von der entstehenden muslimischen Welt – aber siehe Ostkirchen).
Sebokht lobt das Dezimalsystem der Inder. Im 7. Jahrhundert lernten auch die Araber das System kennen. Arabische Bücher, die es verwendeten, erschienen aber erst im 9. Jahrhundert (Algoritmi de numero indorum von al-Chwarizmi, um 825, nur in lateinischer Übersetzung bekannt).

## Übersetzungen
- Severus Sabokt: Description of the Astrolabe. Translated by Jessie Payne Smith Margoliouth. In: Robert T. Gunther: The Astrolabes of the World. Band 1, Oxford University Press, 1932, S. 82–103 (online).
- François Nau: Le traité sur les „Constellations“ écrit, en 661, par Sévère Sébokt, évêque de Qennesrin. In: Revue de l’Orient chrétien. Band 7, 1929, S. 327–410, Band 8, 1932, S. 85–100 (französische Übersetzung seines Buchs über Konstellationen, mit syrischem Text der Kapitel 4,5, nach MS Paris Syr. 346).